# 宮城県小学校の廃校一覧
宮城県小学校の廃校一覧（みやぎけんしょうがっこうのはいこういちらん）は、宮城県内の廃校となった小学校の一覧。対象となるのは、学制改革（1947年）以降に廃校となった小学校、および分校である。校名は廃校当時のもの。廃校時に小学校（分校）が所在した自治体がその後、合併により消滅している場合は、現行の自治体に含める。また現在休校中の県内の小学校（分校）は公式には存続していることとなっているが、便宜上本項に記載する。
（）内は、廃校になった年、統合先の小学校などである。

## 仙台市
- 仙台市立中田小学校四郎丸分校（1965年仙台市立四郎丸小学校発足のため廃校）[1]
- 仙台市立中田小学校柳生分校（同上）[1]
- 仙台市立作並小学校新川分校（2012年休校[2]、2020年仙台市立上愛子小学校へ統合[3]）
- 仙台市立松陵小学校（2013年松陵西小と統合し仙台市立泉松陵小学校へ）[4]
- 仙台市立松陵西小学校（2013年松陵小と統合し泉松陵小へ）[4]
- 仙台市立貝森小学校（2015年仙台市立国見小学校へ統合）[5]
- 仙台市立坪沼小学校（1954年生出村立生出小学校坪沼分校から独立[6]、2015年仙台市立生出小学校へ統合）[7]
- 仙台市立生出小学校赤石分校（2015年休校、2021年閉校）[7]
- 仙台市立中野小学校（2016年仙台市立中野栄小学校へ統合）[8]
- 仙台市立荒浜小学校（2016年仙台市立七郷小学校へ統合）[9]
- 仙台市立東六郷小学校（2017年仙台市立六郷小学校へ統合）[10]
- 仙台市立作並小学校（2020年上愛子小へ統合）[3]
- 仙台市立大倉小学校（同上）[11]
- 仙台市立実沢小学校（2021年休校、2025年仙台市立根白石小学校へ統合）[12]

宮城町（1987年・仙台市に編入）
- 宮城町立大沢小学校大竹分校（1968年閉校）[13]
- 宮城町立大倉小学校滝上分校（1969年閉校）[14]
- 宮城町立上愛子小学校笠松分校（1969年閉校）[14]
- 宮城町立上愛子小学校上川前分校（1969年閉校）[14]
- 宮城町立大倉小学校青下分校（1968年上愛子小青下分校となり、1973年閉校）[15]
- 宮城町立大倉小学校白木分校（1976年閉校）[16]
- 宮城町立大倉小学校十里平分校（1976年閉校）[16]

秋保町（1988年・仙台市に編入）
- 秋保町立秋保小学校白沢分校（1969年閉校）[14]
- 秋保町立馬場小学校野尻分校（1969年閉校）[14]

## 石巻市
- 石巻市立谷川小学校（2012年石巻市立大原小学校へ統合）[17]
- 石巻市立船越小学校（2013年雄勝小〈初代〉へ統合）[18]
- 石巻市立相川小学校（2013年統合により石巻市立北上小学校へ）[19]
- 石巻市立吉浜小学校（同上）[19]
- 石巻市立橋浦小学校（同上）[19]
- 石巻市立湊第二小学校（2014年石巻市立湊小学校へ統合）[20]
- 石巻市立荻浜小学校（2014年休校、2018年閉校[21]）
- 石巻市立門脇小学校（2015年石巻市立石巻小学校へ統合）[22]
- 石巻市立飯野川第一小学校（2015年飯野川第二小と統合し石巻市立飯野川小学校へ）[23]
- 石巻市立飯野川第二小学校（2015年飯野川第一小と統合し飯野川小へ）[23]
- 石巻市立雄勝小学校〈初代〉（2017年大須小〈2代目〉と統合し石巻市立雄勝小学校〈2代目〉へ）[24]
- 石巻市立大須小学校〈2代目〉（2017年雄勝小〈初代〉と統合し雄勝小〈2代目〉へ）[24]
- 石巻市立大川小学校（2018年石巻市立二俣小学校へ統合）[25]
- 石巻市立東浜小学校（2023年）[26]
- 石巻市立桃生小学校〈旧〉（2025年統合により石巻市立桃生小学校〈新〉へ）
- 石巻市立中津山第一小学校（同上）
- 石巻市立中津山第二小学校（同上）

石巻市〈旧〉（2005年・石巻市を新設）
- 石巻市立湊第二小学校鹿妻分校（1954年8月31日閉校）[6]
- 石巻市立稲井小学校〈旧〉（1981年統合により石巻市立稲井小学校〈新〉へ）[27]
- 石巻市立金山小学校（同上）[27]
- 石巻市立大瓜小学校（同上）[27]
- 石巻市立真野小学校（同上）[27]
- 石巻市立桃浦小学校（1982年荻浜小へ統合）[28]
- 石巻市立小竹小学校（1989年石巻市立万石浦小学校へ統合）[29]
- 石巻市立田代小学校（1989年閉校）[30]

河北町（2005年・石巻市を新設）
- 河北町立二俣小学校東福田分校（1962年閉校）[31]
- 河北町立二俣小学校三輪田分校（1965年6月30日）[31]
- 河北町立大川第一小学校針岡分校（1967年閉校）[32]
- 河北町立大川第一小学校長面分校（1967年閉校）[32]
- 河北町立大谷地小学校飯野分校（1982年閉校）[33]
- 河北町立大川第一小学校（1985年大川第二小と統合し大川小へ）[34]
- 河北町立大川第二小学校（1985年大川第一小と統合し大川小へ）[34]

河南町（2005年・石巻市を新設）
- 河南町立鹿又小学校梅木分校（1970年閉校）[35]
- 河南町立北村小学校軽井沢分校（1971年閉校）[36]

北上町（2005年・石巻市を新設）
- 北上町立吉浜小学校白浜分校（1978年閉校）[37]
- 北上町立相川小学校大指分校（1980年閉校）[19]

桃生町（2005年・石巻市を新設）
- 桃生町立中津山第一小学校高須賀分校（1971年閉校）[38]
- 桃生町立桃生小学校永井分校（1983年閉校）[39]
- 桃生町立桃生小学校太田分校（1983年閉校）[39]

牡鹿町（2005年・石巻市を新設）
- 牡鹿町立鮎川小学校新山分校（1965年閉校）[1]
- 牡鹿町立大原小学校小網倉分校（1968年閉校）[13]
- 牡鹿町立相川小学校大指分校（1980年閉校）[40]
- 牡鹿町立谷川小学校泊分校（1984年閉校）[41]
- 牡鹿町立網長小学校（1997年休校、2000年閉校）[42]

雄勝町（2005年・石巻市を新設）
- 雄勝町立船越小学校立浜分校（1993年閉校）[43]
- 雄勝町立船越小学校名振分校（1993年閉校）[43]
- 雄勝町立大須小学校〈初代〉（2002年桑浜小と統合し大須小〈2代目〉へ）[44]
- 雄勝町立桑浜小学校（2002年大須小〈初代〉と統合し大須小〈2代目〉へ）[44]
- 雄勝町立水浜小学校（2002年雄勝小〈初代〉へ統合）[18]

## 塩竈市
- 塩竈市立浦戸第一小学校（2004年浦戸第二小へ統合）[45]
- 塩竈市立浦戸第二小学校（2005年浦戸中と統合し塩竈市立浦戸小中学校へ）[45]

## 気仙沼市
- 気仙沼市立南気仙沼小学校（2012年気仙沼市立気仙沼小学校へ統合）[46]
- 気仙沼市立浦島小学校（2013年気仙沼市立鹿折小学校へ統合）[47]
- 気仙沼市立落合小学校（2014年気仙沼市立新城小学校へ統合）[48]
- 気仙沼市立白山小学校（2015年鹿折小へ統合）[47]
- 気仙沼市立馬籠小学校（2017年気仙沼市立津谷小学校へ統合）[49]
- 気仙沼市立小原木小学校（2018年気仙沼市立唐桑小学校へ統合）[50]
- 気仙沼市立水梨小学校（2019年気仙沼市立松岩小学校へ統合）[51]
- 気仙沼市立小泉小学校（2024年気仙沼市立津谷小学校へ統合）
- 気仙沼市立中井小学校（2024年気仙沼市立唐桑小学校へ統合）

気仙沼市〈旧〉（2006年・気仙沼市を新設）
- 気仙沼市立落合小学校太田季節分校（1964年閉校）[52]

本吉町（2009年・気仙沼市に編入）
- 本吉町立津谷小学校山田分教室（1968年津谷小山田分校から移行[13]、1970年閉校）[49]
- 本吉町立津谷小学校川内分教室（1968年津谷小川内分校から移行[13]、1970年閉校）[49]
- 本吉町立小泉小学校今朝磯分校（1970年閉校）[35]

## 白石市
- 白石市立小原小学校下戸沢分校（1964年6月30日統合により西分校へ）[1]
- 白石市立小原小学校大熊分校（同上）[1]
- 白石市立小原小学校東山分校（1970年閉校）[53]
- 白石市立小原小学校西分校（1970年閉校）[53]
- 白石市立小原小学校小久保平分校（1970年閉校）[53]
- 白石市立小原小学校上戸沢分校（1976年閉校）[54]
- 白石市立福岡小学校蔵王分校（1993年休校し不忘分校へ統合、1998年閉校）[55]
- 白石市立福岡小学校長峰分校（2005年休校）[55]
- 白石市立深谷小学校三住分校（2008年休校）[56]
- 白石市立福岡小学校不忘分校（2008年休校）[55]
- 白石市立福岡小学校八宮分校（2012年休校）[55]
- 白石市立斎川小学校（2018年白石市立白石第二小学校へ統合）[57]

福岡村（1954年・白石市を新設）
- 福岡村立福岡小学校二ツ森分校（1951年蔵王分校へ統合）[55]

## 名取市
- 名取市立高舘小学校余方分校（1968年閉校）[58]
- 名取市立下増田小学校北釜分校（1969年閉校）[14]
- 名取市立不二が丘小学校増田分教室（1971年閉校）[59]
- 名取市立不二が丘小学校館腰分教室（1971年閉校）[59]
- 名取市立館腰小学校本郷分校（1975年閉校）[60]
- 名取市立閖上小学校（2018年閖上中と統合し名取市立閖上小中学校へ）[61]

## 角田市
- 角田市立枝野小学校枝野分校（1962年閉校）[62]
- 角田市立藤尾小学校金津分校（1968年閉校）[13]
- 角田市立西根小学校山内分校（1970年閉校）[63]
- 角田市立西根小学校毛萱分校（1970年閉校）[63]
- 角田市立西根小学校笠島分校（1970年閉校）[63]
- 角田市立小田小学校（2011年角田市立角田小学校へ統合）[64]
- 角田市立東根小学校（2021年角田市立桜小学校へ統合）[65]
- 角田市立西根小学校（2022年角田市立北郷小学校へ統合）[66]
- 角田市立枝野小学校（2023年藤尾小と統合し角田市立金津小学校へ）[67]
- 角田市立藤尾小学校（2023年枝野小と統合し金津小へ）[67]

## 岩沼市
- 岩沼市立玉浦小学校相野釜分校（1973年閉校）[68]
- 岩沼市立千貫小学校（1977年南長谷分校と統合し岩沼市立岩沼西小学校へ）[68]
- 岩沼市立千貫小学校南長谷分校（1977年本校と統合し岩沼西小へ）[68]
- 岩沼市立玉浦小学校寺島分校（1998年閉校）[68]
- 岩沼市立玉浦小学校下野郷分校（1998年閉校）[68]

岩沼町（1971年・岩沼市へ市制施行）
- 岩沼町立玉浦小学校矢野目分校（1960年閉校）[68]
- 岩沼町立千貫小学校志賀分校（1970年閉校）[35]

## 登米市
- 登米市立豊里小学校〈2代目〉（2007年登米市立豊里小・中学校として小中一貫教育校となる）[69]
- 登米市立新田第一小学校（2008年新田第二小と統合し登米市立新田小学校へ）[70]
- 登米市立新田第二小学校（2008年新田第一小と統合し新田小へ）[70]
- 登米市立錦織小学校〈旧〉（2008年嵯峨立小と統合し登米市立錦織小学校〈新〉へ）[71]
- 登米市立嵯峨立小学校（1954年錦織小嵯峨立分校から独立[6]、2008年錦織小〈旧〉と統合し錦織小〈新〉へ）[71]
- 登米市立米川小学校〈旧〉（2008年鱒淵小と統合し登米市立米川小学校〈新〉へ）[72]
- 登米市立鱒淵小学校（2008年米川小〈旧〉と統合し米川小〈新〉へ）[72]
- 登米市立桜岡小学校（2009年善王寺小と統合し登米市立米山東小学校へ）[73]
- 登米市立善王寺小学校（2009年桜岡小と統合し米山東小へ）[73]
- 登米市立森小学校（2013年登米市立佐沼小学校へ統合）[74]
- 登米市立柳津小学校（2023年横山小と統合し登米市立津山小学校へ）[75]
- 登米市立横山小学校（2023年柳津小と統合し津山小へ）[75]
- 登米市立米谷小学校（2025年統合により登米市立東和小学校へ）
- 登米市立錦織小学校（同上）
- 登米市立米川小学校（同上）

迫町（2005年・登米市を新設）
- 迫町立新田第二小学校葉の木沢分校（1965年閉校）[76]

登米町（2005年・登米市を新設）
- 登米町立登米小学校羽沢分校（1965年8月31日閉校）[77]

東和町（2005年・登米市を新設）
- 東和町立鱒渕小学校馬の足分校（1968年9月30日閉校）[14]
- 東和町立米谷小学校相川分校（1968年9月30日閉校）[14]
- 東和町立米川小学校上沢分校（1971年閉校）[78]
- 東和町立米谷小学校楼台分校（1973年閉校）[78]
- 東和町立米谷小学校北方分校（1973年閉校）[78]

中田町（2005年登米市を新設）
- 中田町立石森小学校小倉分校（1970年閉校）[35]
- 中田町立浅水小学校浅部分校（1970年閉校）[35]
- 中田町立宝江小学校〈旧〉（2004年統合により登米市立宝江小学校〈当時：中田町立〉へ）[79]
- 中田町立新井田小学校（同上）[79]
- 中田町立上沼小学校〈旧〉（2005年統合により登米市立上沼小学校〈新〉へ）[80]
- 中田町立上沼中央小学校（同上）[80]
- 中田町立桜場小学校（同上）[80]

豊里町（2005年・登米市を新設）
- 豊里町立竹花小学校十五貫分校（1972年閉校）[81]
- 豊里町立豊里小学校〈初代〉（1980年統合により豊里小〈2代目〉へ）[69]
- 豊里町立竹花小学校（同上）[69]
- 豊里町立鴇波小学校（1967年豊里小鴇波分校から独立[32]、1980年同上）[69]
- 豊里町立二ツ屋小学校（1967年豊里小二ツ屋分校から独立[32]、1980年同上）[69]

米山町（2005年・登米市を新設）
- 米山町立中津山小学校千貫分校（1969年閉校）[14]

石越町（2005年・登米市を新設）
- 石越町立石越小学校黒山分校（1964年閉校）[82]
- 石越町立石越小学校小谷地分校（1966年閉校）[77]
- 石越町立石越小学校東郷分校（1968年閉校）[13]
- 石越町立石越小学校南郷分校（1974年閉校）[83]
- 石越町立石越小学校赤谷分校（1974年閉校）[83]

津山町（2005年・登米市を新設）
- 津山町立横山小学校南沢分校（1973年閉校）[84]
- 津山町立柳津小学校堂前分校（1976年閉校）[16]

## 栗原市
- 栗原市立栗駒小学校耕英分校（2009年休校、2011年岩ヶ崎小へ統合）[85]
- 栗原市立尾松小学校（2012年宝来小と統合し栗原市立栗駒南小学校へ）[86]
- 栗原市立宝来小学校（2012年尾松小と統合し栗駒南小へ）[87]
- 栗原市立鶯沢小学校〈初代〉（2012年文字小と統合し栗原市立鶯沢小学校〈2代目〉へ）[88]
- 栗原市立文字小学校（2012年鶯沢小〈初代〉と統合し鶯沢小〈2代目〉へ）[89]
- 栗原市立栗駒小学校〈初代〉（2013年統合により栗原市立栗駒小学校〈2代目〉へ）[90]
- 栗原市立岩ヶ崎小学校（同上）[91]
- 栗原市立鳥矢崎小学校（同上）[92]
- 栗原市立一迫小学校〈旧〉（2013年統合により栗原市立一迫小学校〈新〉へ）[93]
- 栗原市立姫松小学校（同上）[94]
- 栗原市立金田小学校（同上）[95]
- 栗原市立長崎小学校（同上）[96]
- 栗原市立若柳小学校〈旧〉（2013年統合により栗原市立若柳小学校〈新〉へ）[97]
- 栗原市立有賀小学校（同上）[98]
- 栗原市立大岡小学校（同上）[99]
- 栗原市立大目小学校（同上）[100]
- 栗原市立畑岡小学校〈2代目〉（同上）[101]
- 栗原市立金成小学校（2014年統合により栗原市立金成小中学校へ）[102]
- 栗原市立沢辺小学校（同上）[103]
- 栗原市立萩野小学校（同上）[104]
- 栗原市立萩野第二小学校（同上）[105]
- 栗原市立津久毛小学校（同上）[106]
- 栗原市立富野小学校（2015年築館小〈初代〉へ統合）[107]
- 栗原市立築館小学校〈初代〉（2017年玉沢小と統合し栗原市立築館小学校〈2代目〉へ）[108]
- 栗原市立玉沢小学校（2017年築館小〈初代〉と統合し築館小〈2代目〉へ）[109]
- 栗原市立宮野小学校栗原中央病院分校（2018年閉校）[110]

築館町（2005年・栗原市を新設）
- 築館町立玉沢小学校玉荻分校（1957年築館小玉荻分校となり、1958年廃校）[109]
- 築館町立玉沢小学校蟹沢分校（1964年築館小〈初代〉へ統合）[109]
- 築館町立築館小学校高森分校（1967年閉校）[32]
- 築館町立玉沢小学校横須賀分校（1967年閉校）[32]
- 築館町立玉沢小学校大沢分校（1968年閉校）[13]

若柳町（2005年・栗原市を新設）
- 若柳町立有賀小学校大袋分校（1956年若柳小へ統合）[98]
- 若柳町立有賀小学校浜井場分校（1978年閉校）[98]
- 若柳町立畑岡小学校〈初代〉（1985年大立小と統合し畑岡小〈2代目〉へ）[101]
- 若柳町立大立小学校（1985年畑岡小〈初代〉と統合し畑岡小〈2代目〉へ）[101]

栗駒町（2005年・栗原市を新設）
- 栗駒町立栗駒小学校玉山分校（1965年10月閉校）[90]
- 栗駒町立尾松小学校高松分校（1966年閉校）[86]
- 栗駒町立尾松小学校桜田分校（1966年閉校）[86]
- 栗駒町立尾松小学校片子沢分校（1966年閉校）[86]
- 栗駒町立宝来小学校片子沢分校（1966年閉校）[87]
- 栗駒町立中野小学校（1966年岩ヶ崎小へ統合）[91]
- 栗駒町立尾松小学校栗原分校（1969年閉校）[86]
- 栗駒町立耕英小学校（1974年栗駒小〈初代〉へ統合）[90]
- 栗駒町立角ヶ崎小学校（1989年文字小へ統合）[89]
- 栗駒町立鳥谷小学校（1990年閉校）[111]

一迫町（2005年・栗原市を新設）
- 一迫町立一迫小学校柳目分校（1965年閉校）[93]
- 一迫町立一迫小学校真坂分校（1965年閉校）[93]
- 一迫町立一迫小学校南沢分校（1965年閉校）[93]
- 一迫町立一迫小学校大川口分校（1965年閉校）[93]
- 一迫町立長崎小学校大川口分校（1965年閉校）[96]
- 一迫町立金田小学校大崩分校（1968年閉校）[95]
- 一迫町立長崎小学校小僧分校（1969年閉校）[96]

瀬峰町（2005年・栗原市を新設）
- 瀬峰町立瀬峰小学校藤沢分校（1968年8月24日閉校）[14]

鶯沢町（2005年・栗原市を新設）
- 鶯沢町立細倉小学校大土森分校（1964年閉校）[82]
- 鶯沢町立細倉小学校（1991年鶯沢小〈初代〉へ統合）[88]

金成町（2005年・栗原市を新設）
- 金成町立金成小学校畑分校（1968年閉校）[13]
- 金成町立沢辺小学校ほたる学園分校（1974年閉校）[103]
- 金成町立沢辺小学校姉歯分校（1974年閉校）[103]
- 金成町立萩野小学校上片馬合分校（1984年閉校）[104]
- 金成町立萩野第二小学校普賢堂分校（1995年閉校）[105]

志波姫町（2005年・栗原市を新設）
- 志波姫町立志波姫小学校刈敷分校（1968年閉校）[13]
- 志波姫町立志波姫小学校梅崎分校（1969年7月31日閉校）[35]
- 志波姫町立志波姫小学校姫郷分校（1970年閉校）[35]
- 志波姫町立志波姫小学校伊豆野分校（1970年閉校）[35]

花山村（2005年・栗原市を新設）
- 花山村立花山小学校草山分校（1966年9月30日閉校）[32]
- 花山村立花山小学校小豆畑分校（1966年9月30日閉校）[32]
- 花山村立花山小学校温湯分校（1979年閉校）[112]
- 花山村立花山小学校山内分校（1982年閉校）[113]

## 東松島市
- 東松島市立小野小学校（2013年浜市小と統合し東松島市立鳴瀬桜華小学校へ）[114]
- 東松島市立浜市小学校（2013年小野小と統合し鳴瀬桜華小へ）[114]
- 東松島市立宮戸小学校（2016年野蒜小と統合し東松島市立宮野森小学校へ）[115]
- 東松島市立野蒜小学校（2016年宮戸小と統合し宮野森小へ）[115]

矢本町（2005年・東松島市を新設）
- 矢本町立矢本小学校大曲分校（1955年表浜分校と統合し東松島市立大曲小学校〈当時：矢本町立〉へ）[116]
- 矢本町立矢本小学校表浜分校（1955年大曲分校と統合し大曲小へ）[116]
- 矢本町立矢本小学校（1978年東松島市立矢本西小学校と東松島市立矢本東小学校〈いずれも当時：矢本町立〉へ分割）[117]

鳴瀬町（2005年・東松島市を新設）
- 鳴瀬町立小野小学校西福田分校（1970年閉校）[118]
- 鳴瀬町立小野小学校川下分校（1970年閉校）[118]

## 大崎市
- 大崎市立岩出山小学校川北分校（2009年閉校）[119]
- 大崎市立中山小学校（2014年大崎市立鳴子小学校へ統合）[120]
- 大崎市立鹿島台第二小学校（2016年大崎市立鹿島台小学校へ統合）[121]
- 大崎市立岩出山小学校〈旧〉（2018年統合により大崎市立岩出山小学校〈新〉へ）[119]
- 大崎市立西大崎小学校（同上）[119]
- 大崎市立上野目小学校（同上）[119]
- 大崎市立池月小学校（同上）[119]
- 大崎市立真山小学校（同上）[119]
- 大崎市立清滝小学校（2021年統合により大崎市立古川北小学校へ）[122]
- 大崎市立富永小学校（同上）[122]
- 大崎市立長岡小学校（同上）[122]
- 大崎市立宮沢小学校（同上）[122]
- 大崎市立高倉小学校[123]（2023年統合により大崎市立古川西小中学校[124]へ）
- 大崎市立志田小学校[123]（同上）
- 大崎市立西古川小学校[123]（同上）
- 大崎市立東大崎小学校[123]（同上）
- 大崎市立鳴子小学校（2025年統合により大崎市立鳴子小中学校へ）
- 大崎市立川渡小学校（同上）
- 大崎市立鬼首小学校（同上）

古川市（2006年・大崎市を新設）
- 古川市立清滝小学校山田分校

田尻町（2006年・大崎市を新設）
- 田尻町立沼部小学校大沢分校（1965年9月30日閉校）[77]
- 田尻町立沼部小学校大坊浦分校（1966年1月31日閉校）[77]
- 田尻町立沼部小学校北小牛田分校（1970年閉校）[35]

三本木町（2006年・大崎市を新設）
- 三本木町立三本木小学校坂本分校（1967年閉校）[32]

鳴子町（2006年・大崎市を新設）
- 鳴子町立鬼首小学校北滝分校（1965年鳴子町立鬼首小学校岩入分校へ統合）[1]
- 鳴子町立鬼首小学校蟹沢分校（1966年閉校）[77]
- 鳴子町立川渡小学校向山分校（1970年閉校）[35]
- 鳴子町立鬼首小学校岩入分校（1988年閉校）[125]
- 鳴子町立鬼首小学校尾ヶ沢分校（1988年閉校）[125]
- 鳴子町立川渡小学校上原分校（1999年閉校）[126]

岩出山町（2006年・大崎市を新設）
- 岩出山町立岩出山小学校中里分校（1978年閉校）[119]

松山町（2006年・大崎市を新設）
- 志田郡松山・三本木両町小学校組合立伊場野小学校（1991年大崎市立下伊場野小学校〈当時：松山町立〉へ改編）[125]

## 富谷市
富谷町（2016年・富谷市へ市制施行）
- 富谷町立富谷小学校〈旧〉（1974年統合により富谷市立富谷小学校〈当時：富谷町立〉へ）[127]
- 富谷町立西成田小学校（同上）[127]

## 刈田郡
蔵王町
- 蔵王町立遠刈田小学校土浮山分校（1965年閉校）[1]
- 蔵王町立遠刈田小学校七日原分校（1972年閉校）[128]

七ヶ宿町
- 七ヶ宿町立関小学校渡瀬分校（1967年閉校）[129]
- 七ヶ宿町立関小学校追見分校（1967年閉校）[129]
- 七ヶ宿町立関小学校滑津分校（1967年閉校）[129]
- 七ヶ宿町立関小学校横川分校（1967年閉校）[129]
- 七ヶ宿町立関小学校大深沢分校（1968年閉校）[129]
- 七ヶ宿町立湯原小学校干蒲分校（1968年閉校）[130]
- 七ヶ宿町立湯原小学校峠田分校（1968年閉校）[130]
- 七ヶ宿町立湯原小学校稲子分校（1973年閉校）[131]
- 七ヶ宿町立関小学校長老分校（1979年閉校）[129]
- 七ヶ宿町立関小学校（2014年統合により七ヶ宿町立七ヶ宿小学校へ）[132]
- 七ヶ宿町立湯原小学校（同上）[132]

## 柴田郡
川崎町
- 川崎町立川崎小学校小野分校（1968年閉校）[13]
- 川崎町立川崎小学校小松倉分校（1968年閉校）[13]
- 川崎町立支倉小学校小沢分校（1968年閉校）[13]
- 川崎町立川崎小学校前川分校（1990年腹帯分校と統合し前川小へ）[133]
- 川崎町立川崎小学校腹帯分校（1990年前川分校と統合し前川小へ）[133]
- 川崎町立川崎第二小学校笹谷分校（2002年閉校）[134]
- 川崎町立碁石小学校（1968年川崎町立支倉小学校碁石分校から独立[13]、2012年統合により川崎町立富岡小学校へ）[135]
- 川崎町立支倉小学校（2012年同上）[135]
- 川崎町立川内小学校（1962年川崎町立川崎小学校川内分校から独立[136]、2012年川崎小へ統合）[133]
- 川崎町立本砂金小学校（同上）[133]
- 川崎町立前川小学校青根分校（1990年川崎小から移管、2012年前川小へ統合）[133]
- 川崎町立前川小学校（2021年川崎小へ統合）[137]

村田町
- 村田町立村田第一小学校東足立分校（1969年閉校）[14]
- 村田町立村田第三小学校姥ヶ懐分校（1969年閉校）[14]
- 村田町立村田第一小学校（2011年統合により村田町立村田小学校へ）[138]
- 村田町立村田第三小学校（同上）[138]
- 村田町立村田第四小学校（同上）[138]
- 村田町立村田第五小学校（同上）[138]

柴田町
- 柴田町立入間田小学校（1958年統合により柴田町立柴田小学校へ）[139]
- 柴田町立槻木小学校成田分校（同上）[139]
- 柴田町立槻木小学校葉坂分校（同上）[139]
- 柴田町立槻木小学校富上分校（1976年柴田町立槻木小学校へ統合）[139]
- 柴田町立船岡小学校船迫分校（1980年柴田町立船迫小学校に改編）[139]
- 柴田町立船岡小学校中名生分校（1988年柴田町立東船岡小学校に改編）[139]

## 伊具郡
丸森町
- 丸森町立筆甫小学校川平分校（1967年丸森町立筆甫小学校へ統合）[140][141]
- 丸森町立筆甫小学校古田分校（1969年2月28日筆甫小へ統合）[14]
- 丸森町立筆甫小学校砂川分校（1972年筆甫小へ統合）[140][141]
- 丸森町立大内小学校黒佐野分校（1974年丸森町立大内小学校へ統合）[141]
- 丸森町立丸森小学校和田分校（1979年丸森町立丸森小学校〈旧〉へ統合）[141]
- 丸森町立丸森小学校欠入分校（1979年8月25日丸森小〈旧〉へ統合）[40]
- 丸森町立大内小学校青葉分校（1987年大内小へ統合）
- 丸森町立大内小学校伊手分校（同上）
- 丸森町立丸森小学校羽出庭分校（2015年丸森小〈旧〉へ統合）[142]
- 丸森町立丸森小学校〈旧〉（2022年統合により丸森小〈新〉へ）[143]
- 丸森町立金山小学校（同上）[143]
- 丸森町立筆甫小学校（同上）[143]
- 丸森町立大内小学校（同上）[143]
- 丸森町立小斎小学校（同上）[143]
- 丸森町立大張小学校（2022年丸森町立舘矢間小学校へ統合）[144]
- 丸森町立耕野小学校（同上）[144]

## 亘理郡
亘理町
- 亘理町立鹿島小学校（1970年亘理町立亘理小学校へ統合）[145]

山元町
- 山元町立坂元小学校真庭分校（1971年閉校）[36]
- 山元町立山下小学校高瀬分校（1971年閉校）[36]
- 山元町立中浜小学校（2013年山元町立坂元小学校へ統合）[146]

## 宮城郡
利府町
- 利府町立利府小学校赤沼分校（1971年閉校）[147]

松島町
- 松島町立松島第一小学校本松島分校（1949年本松島小から移行、1959年閉校）[148]
- 松島町立松島第二小学校桜渡戸分校（1963年閉校）[149]
- 松島町立松島第三小学校（2007年松島町立松島第二小学校へ統合）[150]
- 松島町立松島第四小学校（同上）[150]

## 黒川郡
大衡村
- 大衡村立大衡第一小学校奥田分校（1969年閉校）[151]
- 大衡村立大衡第一小学校（1954年大衡小〈初代〉から改称、1974年大衡第二小と統合し大衡村立大衡小学校〈2代目〉へ）[151]
- 大衡村立大衡第二小学校（1974年大森小から改称、大衡第一小と統合し大衡小〈2代目〉へ）[151]
- 大衡村立大衡第一小学校大瓜分校（1974年閉校）[152]
- 大衡村立大衡第一小学校針分校（1974年閉校）[152]

大和町
- 大和町立落合小学校報恩寺分校（1967年閉校）[32]
- 大和町立落合小学校舞野分校（1973年閉校）[153]
- 大和町立鶴巣小学校山田分校（1978年閉校）[37]
- 大和町立吉田小学校升沢分校（1994年閉校）[154]
- 大和町立吉田小学校嘉太神分校（2004年閉校）[154]
- 大和町立宮床小学校難波分校（2016年閉校）[155]

大郷町
- 大郷町立大谷小学校川内分校（1967年閉校）[32]
- 大郷町立大谷小学校（2012年統合により大郷町立大郷小学校へ）[156]
- 大郷町立味明小学校（同上）[156]
- 大郷町立粕川小学校（同上）[156]
- 大郷町立大松沢小学校（同上）[156]

## 加美郡
加美町
- 加美町立西小野田小学校漆沢分校（2006年閉校）[157]
- 加美町立上多田川小学校（2014年加美町立広原小学校へ統合）[158]
- 加美町立旭小学校（2019年加美町立宮崎小学校へ統合）[159]

中新田町（2003年・加美町を新設）
- 中新田町立鳴瀬小学校平柳分校（1987年閉校）[160]

小野田町（2003年・加美町を新設）
- 小野田町立東小野田小学校下野目分校（1968年閉校）[13]

宮崎町（2003年・加美町を新設）
- 宮崎町立旭小学校田代分校（1965年6月30日閉校）[77]
- 宮崎町立宮崎小学校北川内分校（1983年閉校）[159]
- 宮崎町立旭小学校寒風沢分校（1983年閉校）[39]

色麻町
- 色麻町立清水小学校小栗山分校（1981年閉校）[161]
- 色麻町立色麻小学校〈初代〉（2014年統合により色麻町立色麻小学校〈2代目〉へ）[162]
- 色麻町立清水小学校（同上）[162]
- 色麻町立色麻小学校〈2代目〉（2023年色麻町立色麻中学校と統合し義務教育学校の色麻町立色麻学園へ）[163]

色麻村（1978年・色麻町へ町制施行）
- 色麻村立色麻小学校王城寺分校（1970年閉校）[35]
- 色麻村立色麻小学校大村分校（1972年閉校）[152]

## 遠田郡
涌谷町
- 涌谷町立涌谷第二小学校小塚分校（1970年閉校）[35]
- 涌谷町立小里小学校生栄巻分校（1971年閉校）[164]
- 涌谷町立涌谷第一小学校三十軒分校　(1971年閉校) [165]
- 涌谷町立涌谷第二小学校（2011年統合により涌谷町立月将館小学校へ）[166]
- 涌谷町立涌谷第三小学校（同上）[166]
- 涌谷町立小里小学校（2016年統合により涌谷町立箟岳白山小学校へ）[167]
- 涌谷町立箟岳小学校（同上）[167]

美里町
- 美里町立練牛小学校（2008年美里町立南郷小学校へ統合）[168]

南郷町（2006年・美里町を新設）
- 南郷町立砂山小学校（1999年南郷小へ統合）[168]

## 牡鹿郡
女川町
- 女川町立女川第五小学校（1993年閉校）[169]
- 女川町立女川第一小学校高白分校（1997年閉校）[170]
- 女川町立女川第三小学校御前分校（1999年閉校）[171]
- 女川町立女川第六小学校塚浜分校（1999年閉校）[172]
- 女川町立女川第六小学校（2010年、女川第一小へ統合）[173]
- 女川町立女川第三小学校（2010年、女川第二小へ統合）[173]
- 女川町立女川第一小学校（2013年統合により女川町立女川小学校へ）[174]
- 女川町立女川第二小学校（同上）[174]
- 女川町立女川第四小学校（同上）[174]

## 本吉郡
南三陸町
- 南三陸町立藤浜小学校（2007年南三陸町立戸倉小学校へ統合）[175]
- 南三陸町立荒砥小学校（2008年南三陸町立志津川小学校へ統合）[176]
- 南三陸町立清水小学校（同上）[176]

歌津町（2005年・南三陸町を新設）
- 歌津町立伊里前小学校上沢分校（1966年閉校）[177]
- 歌津町立伊里前小学校港分校（1970年閉校）[177]

志津川町（2005年・南三陸町を新設）
- 志津川町立志津川小学校大船分校（1980年閉校）[40]
- 志津川町立林際小学校（1998年閉校）[178]